# Vuelo 611 de China Airlines
El vuelo 611 de China Airlines (CI611, CAL611, DYNASTY 611) era un vuelo internacional de pasajeros programado regularmente desde el Aeropuerto Internacional de Chiang Kai-shek (ahora Aeropuerto Internacional de Taiwán Taoyuan) en Taiwán al Aeropuerto Internacional de Hong Kong en Hong Kong.
El 25 de mayo de 2002, el Boeing 747-209B que operaba la ruta se desintegró en el aire y se estrelló en el estrecho de Taiwán, a 23 millas náuticas (43 km; 26 mi) al noreste de las Islas Pescadores, 20 minutos después del despegue, matando a las 225 personas a bordo. La ruptura en vuelo fue causada por grietas por fatiga de materiales resultantes de reparaciones inadecuadas después de un golpe de cola en la aeronave 22 años antes. Este accidente es similar al vuelo 123 de Japan Airlines que mató a 520 personas.
El accidente sigue siendo el más mortal en Taiwán, así como el accidente más reciente con víctimas mortales en el que están involucradas China Airlines, y el segundo accidente más mortal en la historia de China Airlines, detrás del vuelo 140 de China Airlines, con 264 víctimas mortales.
El accidente generó un intenso debate y una gran conmoción en el público general dado que la ruta de Taipéi a Hong Kong fue y sigue siendo a día de hoy una de las rutas más transitadas de la tierra; siendo tan rentable para las compañías que es popularmente conocida como la "Ruta de Oro."

## Aeronave
La aeronave involucrada, con matrícula B-18255 (originalmente B-1866), MSN 21843, era el único Boeing 747-200 de pasajeros que quedaba en la flota de China Airlines en ese momento. El avión se entregó nuevo a la aerolínea el 2 de agosto de 1979 y permaneció en ella toda su vida útil. Al momento del accidente, contaba con más de 64.800 horas de vuelo. Estaba equipado con cuatro motores Pratt & Whitney JT9D-7AW y tenía una configuración de 355 asientos.Antes del accidente, China Airlines había vendido el B-18255 a Orient Thai Airlines por 1,45 millones de dólares. El vuelo accidentado iba a ser el penúltimo del avión para China Airlines, ya que estaba previsto que se entregara a Orient Thai Airlines tras su vuelo de regreso de Hong Kong a Taipéi. Tras el accidente, el contrato de venta del avión se rescindió y Orient Thai lo sustituyó por otro 747.Solo se entregaron cuatro 747-200 de pasajeros a China Airlines, todos entre 1979 y 1980. Los otros tres estuvieron en servicio completo de pasajeros hasta 1999, cuando fueron reconvertidos en cargueros. Tras el accidente, la Administración de Aviación Civil (CAA) de la República de China los dejó en tierra inmediatamente para realizarles revisiones de mantenimiento.

## Vuelo y desastre

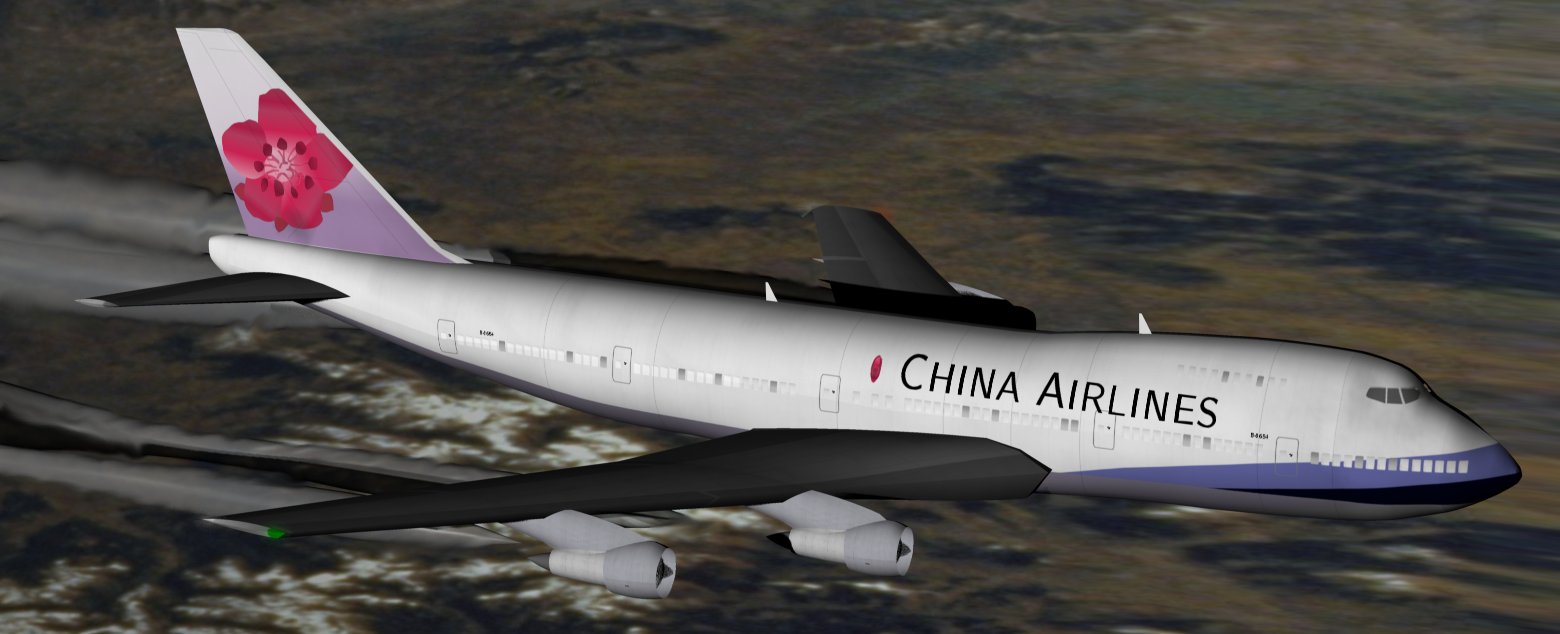
Imagen computarizada del B-18255 en su vuelo final

El vuelo despegó a las 15:08 hora local (07:08 UTC) y su llegada a Hong Kong estaba prevista para las 16:28 hora de Hong Kong (08:28 UTC). La tripulación estaba compuesta por el capitán Yi Ching-Fong, de 51 años; el primer oficial Shieh Yea Shyong, de 52 años; y el ingeniero de vuelo Chao Sen Kuo, de 54 años.Los tres pilotos tenían mucha experiencia: ambos tenían más de 10.100 horas de vuelo y el ingeniero de vuelo había registrado más de 19.100 horas de vuelo.: 3 
A las 15:16 hora local, el vuelo recibió autorización para ascender al nivel de vuelo 350, unos 35 000 pies (10 668 m). A las 15:33, se perdió el contacto con el avión.Chang Chia-juch, viceministro de Transporte y Comunicaciones de Taiwán en ese momento, dijo que dos aviones de Cathay Pacific en la zona recibieron las señales del indicador de ubicación de emergencia del B-18255.Los 206 pasajeros y 19 miembros de la tripulación a bordo del avión murieron.

## Pasajeros
Entre los pasajeros se encontraban el político taiwanés You Jih-cheng y dos reporteros del United Daily News.La mayoría de los pasajeros, 114 personas, eran miembros de un viaje grupal taiwanés a China organizado por cuatro agencias de viajes.Todos los pasajeros a bordo eran de etnia china exceptuando a un pasajero procedente de Suiza.

### Nacionalidades de los fallecidos
| Nacionalidad   | Pasajeros | Tripulación | Total |
| -------------- | --------- | ----------- | ----- |
| Taiwán         | 189       | 19          | 208   |
| China          | 9         | 0           | 9     |
| Hong Kong      | 5         | 0           | 5     |
| Estados Unidos | 1         | 0           | 1     |
| Singapur       | 1         | 0           | 1     |
| Suiza          | 1         | 0           | 1     |
| Total          | 206       | 19          | 225   |

### Recuperación e identificación de los restos

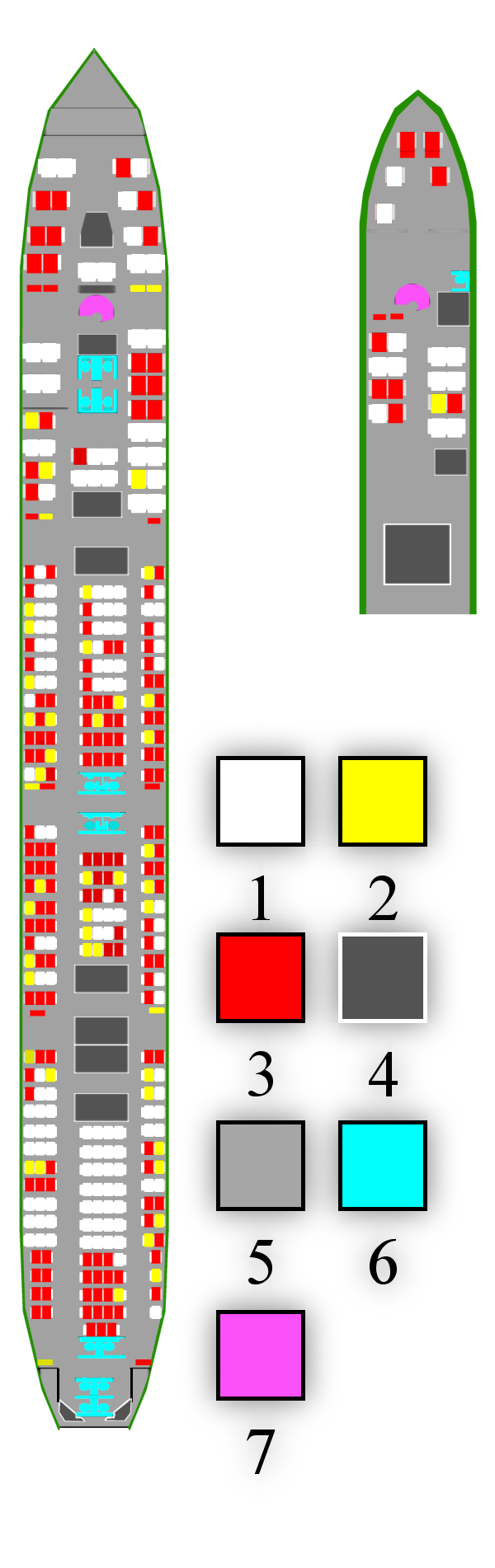
Configuración de asientos del B-18255:
Asiento vacío
Víctima no recuperada
Víctima recuperada
Cocina
Guardarropa
Aseo
Escaleras

El gobierno de Taiwán aportó estadísticas de los pasajeros que habían sido recuperados.
De los 225 pasajeros y tripulantes a bordo, se recuperaron e identificaron los restos de 175. Los primeros 82 cuerpos se encontraron flotando en la superficie del océano del Estrecho de Taiwán y fueron recuperados por barcos pesqueros y buques militares. Posteriormente, se utilizaron embarcaciones de recuperación contratadas para recuperar los restos de la aeronave y los cuerpos restantes.: 69 
Las víctimas fueron identificadas mediante identificación visual, efectos personales, huellas dactilares, exámenes dentales y pruebas de ADN. Solo se realizó la autopsia de los tres cuerpos recuperados de los tripulantes de vuelo. Se fotografiaron los cuerpos de las víctimas, y su ropa y pertenencias fueron catalogadas y devueltas a sus familias. Los registros de las víctimas, incluyendo diagramas corporales, protocolos de lesiones, fotografías y otros documentos relacionados con la recuperación e identificación de los individuos, se correlacionaron para cada víctima identificada.: 69 
La mayoría de las víctimas presentaban lesiones extensas consistentes con traumatismo craneoencefálico, fracturas de tibia y peroné, abrasiones significativas en la espalda y lesiones pélvicas. La mayoría de los cuerpos estaban prácticamente intactos, salvo, en algunos casos, por fracturas óseas. Algunas víctimas presentaban expansión del tejido pulmonar, enfisema subcutáneo y hemorragia nasal y bucal.: 70 No se encontraron restos de carbón en ninguno de los cuerpos recuperados ni en sus ropas, y no se encontró ninguna señal de fuego, quemaduras o daños por explosión.: 70, 72 

## Búsqueda, rescate e investigación

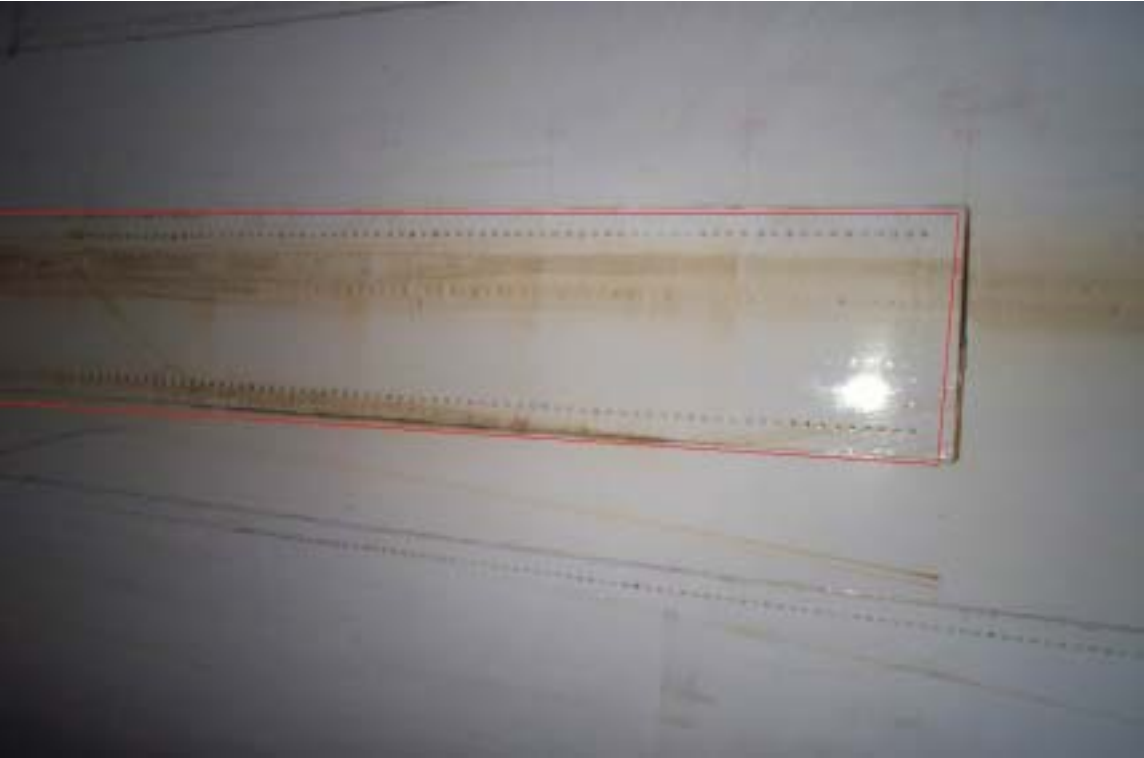
Alrededor de 1995, China Airlines comenzó a prohibir fumar a bordo. Durante la época en que aún se permitía fumar, la presurización de la cabina forzaba la salida del humo por las grietas. Con el tiempo, el humo dejó manchas de alquitrán en el metal. Estas manchas indicaban posibles grietas ocultas bajo la placa de refuerzo, lo que significa que las grietas ya existían mucho antes de 1995.

A las 17:05 hora local, un avión militar Lockheed C-130 Hercules avistó un avión de pasajeros accidentado a 23 millas náuticas (43 km; 26 mi) al noreste de Makung, Islas Pescadores. También se detectaron manchas de petróleo a las 17:05; el primer cuerpo fue encontrado a las 18:10.
No se envió ninguna señal de socorro ni comunicación antes del accidente.Los datos de radar sugieren que el avión se partió en cuatro pedazos mientras se encontraba a FL 350. Esta teoría se sustenta en el hecho de que algunos artículos más ligeros que se habrían encontrado dentro del avión se encontraron hasta 130 kilómetros (70 nmi; 81 mi) del lugar del accidente en aldeas del centro de Taiwán. Los artículos incluían revistas, documentos, equipaje, fotografías, nuevos dólares taiwaneses, tarjetas de seguridad de la aeronavey una funda de almohada con el logo de China Airlines y manchada de sangre.
Se suponía que el avión se estaba nivelando en ese momento, mientras se acercaba a su altitud de crucero de 35 000 pies (10 668 m). Poco antes de la ruptura, dos de los cuatro motores de la aeronave comenzaron a proporcionar un empuje ligeramente mayor, que más tarde se descubrió que estaba dentro de los rangos normales de desviación. Los cuatro motores fueron recuperados del mar y se encontró que no habían sufrido ningún mal funcionamiento antes del accidente. Se encontraron fragmentos de la aeronave en el océano y en Taiwán, incluida la ciudad de Changhua.
Los gobiernos de Taiwán y de la República Popular China cooperaron en la recuperación del avión; los chinos permitieron que personal de Taiwán buscara cadáveres y fragmentos de aeronaves en aquellas partes del Estrecho de Taiwán controladas por la República Popular China.
China Airlines solicitó a los familiares que enviaran muestras de sangre para realizar pruebas de ADN en la Oficina de Investigación Criminal de la Administración Nacional de la Policía (ahora Agencia Nacional de la Policía) y en otras dos ubicaciones.
El United Daily News informó que algunos familiares de pasajeros describieron la existencia de este vuelo a Hong Kong como "innecesaria". La mayoría de los pasajeros pretendían llegar a China continental, pero debido a la falta de conexiones aéreas directas entre Taiwán y China continental, tuvieron que volar vía Hong Kong. Los familiares abogaron por la apertura de conexiones aéreas directas entre Taiwán y China continental,lo cual finalmente se hizo realidad.

## Causa

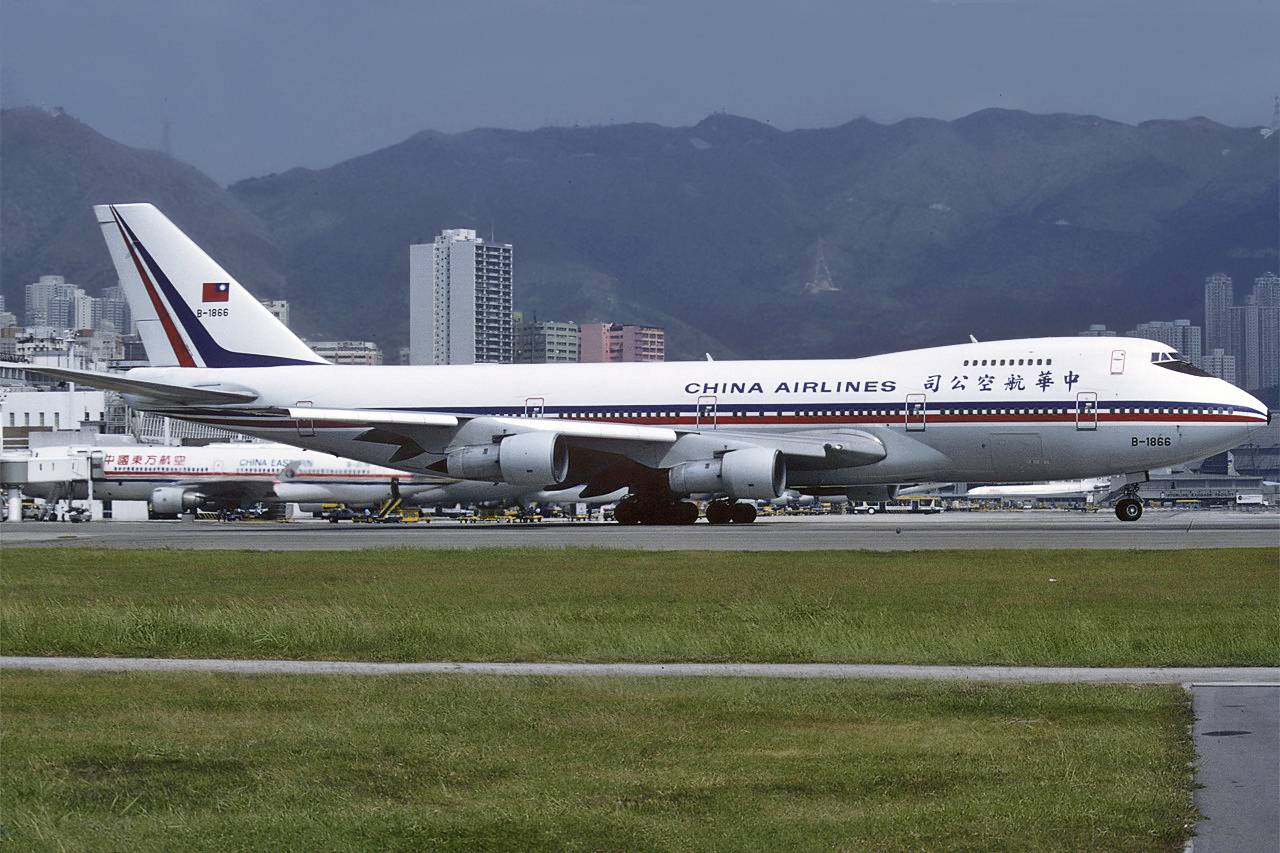
En el momento en que ocurrió el incidente del golpe de cola de 1980, el B-18255 llevaba la librea anterior a 1995 con la bandera de la República de China en la aleta de cola, también con un registro anterior (B-1866), como se puede ver aquí.

El informe final de la investigación determinó que el accidente se debió a una fisura por fatiga de materiales causada por un procedimiento de reparación no autorizado, realizado en la aeronave tras un golpe de cola mucho anterior. El 7 de febrero de 1980, la aeronave volaba del Aeropuerto de Estocolmo-Arlanda al Aeropuerto Internacional de Taiwán Taoyuan, vía el viejo Aeropuerto Internacional de Yeda y el Aeropuerto Internacional Kai Tak, como vuelo 009 de China Airlines (indicativo CAL009, pronunciado Dynasty 009). Al aterrizar en Hong Kong, parte de la cola del avión rozó la pista.: 10 El avión fue despresurizado, transportado de regreso a Taiwán el mismo día y se realizó una reparación temporal al día siguiente.: 11 Un equipo de China Airlines realizó una reparación más permanente del 23 al 26 de mayo de 1980.: 12 
La reparación permanente del golpe de cola no se llevó a cabo de acuerdo con el Manual de Reparación Estructural (SRM) de Boeing.: 157–158 Según el SRM, las reparaciones podrían realizarse reemplazando toda la piel afectada o cortando la porción dañada e instalando una placa doble de refuerzo para restaurar la resistencia estructural.: 60–61 En lugar de seguir el SRM, el equipo de China Airlines instaló un duplicador sobre la piel dañada.: 160 
Aunque el tipo de daño infligido a la cola fue mucho mayor que el que una placa de refuerzo debería reparar, este accidente probablemente no habría ocurrido si la placa de refuerzo se hubiera instalado correctamente. Esto significaría que todos los arañazos quedarían completamente contenidos por la fila más interna de fijaciones, y estas serían lo suficientemente resistentes como para detener la propagación de cualquier grieta por fatiga, tanto nueva como existente. Sin embargo, la placa de refuerzo instalada en la aeronave era demasiado pequeña, por lo que no cubrió completa y eficazmente el área dañada, ya que se encontraron arañazos en la fila más externa de fijaciones que la sujetaban, y fuera de ella.: 74–80 La instalación del doblador con rayones restantes fuera de los remaches no proporcionó protección contra la propagación de grietas ocultas debajo del doblador o, peor aún, en el área entre su perímetro y las filas de remaches.: 159 
En consecuencia, tras repetidos ciclos de presurización y despresurización durante el vuelo, comenzaron a formarse grietas alrededor de los arañazos expuestos hasta que, finalmente, el 25 de mayo de 2002, coincidiendo con 22 años después de la reparación defectuosa de la cola dañada, el casco se rompió en pleno vuelo. Una vez abierta la grieta, se produjo una rápida descompresión, lo que provocó la separación del fuselaje de la aeronave en la sección 46 (detrás del cajón del ala principal).: 156 El resto de la aeronave, delante de la sección 46, entró en un descenso abrupto, lo que provocó que los cuatro motores se separaran de las alas casi simultáneamente, ya que los pasadores de los fusibles del motor fallaron a unos 29 000 pies (8839 m). Después de este punto, las alas y el fuselaje delante del punto de ruptura inicial permanecieron conectados hasta el impacto con el mar. 
Esta no era la primera vez que un 747 se estrellaba debido a una reparación defectuosa tras un golpe de cola. El 12 de agosto de 1985, 17 años antes del accidente del vuelo 611 y 7 años después de su reparación, el vuelo 123 de Japan Airlines, que volaba de Tokio a Osaka, con 524 personas a bordo, se estrelló al desprenderse el estabilizador vertical y cortarse los sistemas hidráulicos por una descompresión explosiva, dejando solo cuatro supervivientes. El accidente se atribuyó a una reparación defectuosa del mamparo de presión trasero, dañado en 1978 en un golpe de cola.En ambos accidentes, no se instaló una placa duplicadora según los estándares que Boeing tenía en ese momento.
China Airlines cuestionó gran parte del informe, afirmando que los investigadores no encontraron las piezas del avión que probarían el contenido del informe de investigación.Una prueba que surgió durante la investigación fue la decoloración en la sección dañada de la cola, según fotografías de los registros de mantenimiento. Se determinó que la decoloración se debía a manchas de alquitrán causadas por el uso histórico de cigarrillos y puros. Fumar estaba permitido en los vuelos de China Airlines hasta 1995. Si se hubieran investigado las manchas, se habrían detectado las grietas en el fuselaje y el avión podría haber evitado el fatídico vuelo.

## Número de vuelo
Es una práctica común la retirada del número de vuelo tras la pérdida de un avión y el vuelo 611 nunca más volvió a existir. Poco tiempo después del accidente, China Airlines cambió el número de vuelo al 919, que continúa operando la ruta de Taipéi a Hong Kong junto a los vuelos 903, 641, 605, 909, 913, 915, 617, 679, 923, 927 y 2927.

## Dramatización
Este accidente fue presentado en la serie de televisión Mayday: catástrofes aéreas titulado "'Despedazado en segundos'" y transmitido en National Geographic Channel.

### Informes oficiales de investigación
- Descripción del accidente en Aviation Safety Network
- Análisis de trayectoria balística para la investigación del accidente del CI611()

### China Airlines
- 0525 Actualizaciones del estado del CI 611
- Declaración de China Airlines en el informe de investigación del accidente del CI 611

### Medios de comunicación
- "Cracks blamed for 2002 China Airlines crash", CBC News, 25 de febrero de 2005
- Crashed China Airlines Plane Said to Break up in Sky, People's Daily
- "CAL 747 crashes with 225 aboard," Taipei Times
- "China Airlines back in the dock," BBC
- Between the Shores of Life and Death
- Set the Kite Free
- Taiwan says crashed China Air jet missed check-ups

### Otros
- B-18255 Configuración de asientos Archivado el 11 de mayo de 2019 en Wayback Machine.
- El desastre del vuelo 611 de China Airlines moviliza voluntarios desde todas partes de Taiwán para ayudar Tzu Chi
- Jiang expresa sus condolencias a las víctimas del accidente de China Airlines (27/5/2002)

- Datos: Q435806
- Multimedia: China Airlines Flight 611 / Q435806